# حزب حق و عدالت
حزب حق و عدالت (به انگلیسی: Truth and Justice Party) یکی از احزاب تازه تأسیس افغانستان می‌باشد . این حزب برای اولین بار موجودیت خود رد ۱۲ عقرب ۱۳۹۰ در هتل Inter-Continental کابل اعلام موجودیت کردند.به گفته اعضای حزب این یک حزب اپوزیسیون می‌باشد .این گروه در راس خود ریس یا فردی اولی ندارد..

## تفکرها
مؤسسان حزب حق و عدالت که شماری از آنها از اعضای پیشین کابینه و نمایندگان پارلمان هستند، می گویند که حزب شان را با هدف فراهم کردن زمینه مشارکت شهروندان در تصمیم گیریهای سیاسی تشکیل داده‌اند.